# Fusinus caparti
Fusinus caparti is een slakkensoort uit de familie van de Fasciolariidae. De wetenschappelijke naam van de soort is voor het eerst geldig gepubliceerd in 1950 door Adam & Knudsen.